# Elacatinus zebrellus
Elacatinus zebrellus és una espècie de peix de la família dels gòbids i de l'ordre dels cipriniformes que es troba a Veneçuela i a l'Illa de Trinitat.